# Cabo Verde Express
Cet article possède un paronyme, voir Cabo Verde (homonymie).
Cabo Verde Express est une compagnie aérienne privée opérant dans les îles du Cap-Vert.

## Historique
Cabo Verde Express a été fondée en 1998 par Jean-Christophe Bartz, pilote de ligne belge et homme d'affaires très actif dans le domaine de l'aviation, principalement en Afrique de l'Ouest. Elle a été revendue en 2007 par ce dernier et est actuellement propriété du groupe Omni aviacao.

## Vols intérieurs
Cabo Verde Express a grandement contribué au développement des îles isolées de l'archipel du Cap-Vert. L'île de Boa Vista, par exemple, est devenue connue du grand public et des grands voyagistes mondiaux grâce au travail effectué par la petite compagnie à la fin des années 1990 et au début des années 2000. En 2005 et 2006 la petite compagnie effectuait presque tous les vols internes pour le compte de la TACV, compagnie nationale.

## Destinations
Elle effectue la liaison inter-iles dans l'archipel du Cap-Vert :
Au départ de Sal ;
- Boavista
- Maio
- Santiago
- Fogo
- Sao Nicolau
- Sao Vicente

Au départ de Sao Nicolau ;
- Sao Vicente
- Santiago

Au départ de Santiago ;
- Fogo
- Maio
- Sao Vicente

## Flotte
Actuellement celle-ci opère avec 3 L-410 UVP-E Turbolet, de conception tchèque.